# Europees kampioenschap hockey vrouwen 1995
Het Europees kampioenschap hockey vrouwen 1995 had plaats van woensdag 14 juni tot en met zondag 25 juni 1995 in het Wagener-stadion in Amstelveen, Nederland. Het was de vierde editie van dit internationale sportevenement, dat onder auspiciën stond van de Europese hockeyfederatie (EHF). Titelverdediger was Engeland.

## Uitslagen voorronde

### Groep A
| Team      | G | W | GL | V | P  | DV | DT |
| --------- | - | - | -- | - | -- | -- | -- |
| Engeland  | 5 | 5 | 0  | 0 | 10 | 19 | 0  |
| Duitsland | 5 | 4 | 0  | 1 | 8  | 25 | 2  |
| Ierland   | 5 | 3 | 0  | 2 | 6  | 5  | 8  |
| Frankrijk | 5 | 2 | 0  | 3 | 4  | 11 | 11 |
| Italië    | 5 | 0 | 1  | 4 | 1  | 1  | 12 |
| België    | 5 | 0 | 1  | 4 | 1  | 4  | 32 |

| Ierland   | Italië    | 1 - 0  |
| België    | Engeland  | 0 - 9  |
| Duitsland | Frankrijk | 3 - 1  |
| Italië    | België    | 1 - 1  |
| Engeland  | Frankrijk | 4 - 0  |
| Duitsland | Ierland   | 4 - 0  |
| Frankrijk | Italië    | 4 - 0  |
| Ierland   | België    | 2 - 1  |
| Engeland  | Duitsland | 1 - 0  |
| Ierland   | Frankrijk | 2 - 1  |
| Engeland  | Italië    | 3 - 0  |
| Duitsland | België    | 15 - 0 |
| Ierland   | Engeland  | 0 - 2  |
| Frankrijk | België    | 5 - 2  |
| Duitsland | Italië    | 3 - 0  |

### Groep B
| Team      | G | W | GL | V | P  | DV | DT |
| --------- | - | - | -- | - | -- | -- | -- |
| Nederland | 5 | 5 | 0  | 0 | 10 | 24 | 0  |
| Spanje    | 5 | 4 | 0  | 1 | 8  | 15 | -  |
| Schotland | 5 | 2 | 1  | 2 | 5  | 14 | 5  |
| Rusland   | 5 | 2 | 1  | 2 | 5  | 13 | 8  |
| Tsjechië  | 5 | 1 | 0  | 4 | 2  | 2  | 23 |
| Zweden    | 5 | 0 | 0  | 5 | 0  | 0  | 30 |

| Nederland | Zweden    | 10 - 0 |
| Schotland | Tsjechië  | 3 - 1  |
| Spanje    | Rusland   | 3 - 0  |
| Spanje    | Zweden    | 4 - 0  |
| Rusland   | Tsjechië  | 5 - 0  |
| Nederland | Schotland | 1 - 0  |
| Schotland | Spanje    | 0 - 1  |
| Nederland | Tsjechië  | 8 - 0  |
| Rusland   | Zweden    | 6 - 0  |
| Spanje    | Tsjechië  | 7 - 0  |
| Schotland | Zweden    | 9 - 0  |
| Nederland | Rusland   | 3 - 0  |
| Tsjechië  | Zweden    | 1 - 0  |
| Schotland | Rusland   | 2 - 2  |
| Nederland | Spanje    | 2 - 0  |

## Uitslagen eindfase
| Om plaats 9 t/m 12 | Om plaats 9 t/m 12 | Om plaats 9 t/m 12                     |
| ------------------ | ------------------ | -------------------------------------- |
| Italië             | Zweden             | 4-0                                    |
| Tsjechië           | België             | 0-0 Tsjechië wint na strafballen (2-1) |
| Om plaats 5 t/m 8  |                    |                                        |
| Rusland            | Ierland            | 4-0                                    |
| Schotland          | Frankrijk          | 3-0                                    |
| Halve finale       |                    |                                        |
| Spanje             | Engeland           | 3-1                                    |
| Nederland          | Duitsland          | 2-1                                    |

## Finalewedstrijden
| Om plaats 11 | Om plaats 11 | Om plaats 11                            |
| ------------ | ------------ | --------------------------------------- |
| België       | Zweden       | 6-0                                     |
| Om plaats 9  |              |                                         |
| Italië       | Tsjechië     | 1-0                                     |
| Om plaats 7  |              |                                         |
| Frankrijk    | Ierland      | 1-1                                     |
| Om plaats 5  |              |                                         |
| Rusland      | Schotland    | 2-2                                     |
| Om plaats 3  |              |                                         |
| Duitsland    | Engeland     | 1-0                                     |
| Finale       |              |                                         |
| Nederland    | Spanje       | 2-2 Nederland wint na strafballen (4-1) |

| Europees kampioen 1995 |
| ---------------------- |
|                        |
| Nederland Derde titel  |

## Eindrangschikking
| rang   | land      |
| ------ | --------- |
| Goud   | Nederland |
| Zilver | Spanje    |
| Brons  | Duitsland |
| 4      | Engeland  |
| 5      | Rusland   |
| 6      | Schotland |
| 7      | Frankrijk |
| 8      | Ierland   |
| 9      | Italië    |
| 10     | Tsjechië  |
| 11     | België    |
| 12     | Zweden    |

## Topscorers
- In onderstaand overzicht zijn alleen de speelsters opgenomen met acht of meer treffers achter hun naam.

| № | Naam                    | Land      | Goals | SC | SB |
| - | ----------------------- | --------- | ----- | -- | -- |
| 1 | Susan MacDonald         | Schotland | 10    |    |    |
| 2 | Nadine Ernsting-Krienke | Duitsland | 9     |    |    |
|   | Wietske de Ruiter       | Nederland | 9     |    |    |
| 4 | Sophie Llobet           | Frankrijk | 8     |    |    |
|   | Maider Telleria         | Spanje    | 8     |    |    |
|   | Ellen Kuipers           | Nederland | 8     |    |    |

## Selecties
| Nederland |
| --- |
| speelsters 1 Jacqueline Toxopeus (gk) · 2 Stella de Heij (gk) · 3 Machteld Derks · 4 Marlies Vossen · 5 Ellen Kuipers · 6 Jeannette Lewin · 7 Nicole Koolen · 8 Dillianne van den Boogaard · 9 Margje Teeuwen · 10 Mijntje Donners · 11 Ingrid Appels · 12 Suzanne Plesman · 13 Noor Holsboer · 14 Florentine Steenberghe · 15 Wietske de Ruiter © · 16 Suzan van der Wielen staf Bondscoach: Tom van 't Hek · Assistent-bondscoach: Robbert Delissen · Manager: Marjolein Eijsvogel · Videoman: Roberto Tolentino |

1984 · 1987 · 1991 · 1995 · 1999 · 2003 · 2005 · 2007 · 2009 · 2011 · 2013 · 2015 · 2017 · 2019 · 2021 · 2023